# Полянская битва
Поля́нская би́тва (словен. Bitka na Poljani) — последний бой на территории Словении после капитуляции Германии во Второй мировой войне, состоявшийся в селе Поляна 14 мая 1945 года между частями усташей и Югославской армии. Победа в Полянском бою обеспечила армии Независимого государства Хорватия (НГХ) прорыв к австрийской границе с целью сдаться в плен британским войскам, однако 15 мая вооружённые силы НГХ при содействии командования британского 5-го корпуса капитулировали перед Югославской армией.

## Предыстория

Словения

В начале мая 1945 года крах НГХ был очевиден как для его вождя — поглавника Анте Павелича, так и для правительства и военного руководства. Ещё 30 апреля на совещании Павелича с членами правительства НГХ было принято решение покинуть страну вместе с отступающей германской армией. 6 мая командующий немецкими войсками в Италии генерал-фельдмаршал Кессельринг встретился в городе Грац с командующим группой армий «Е» генерал-полковником Лёром и сообщил о предстоящей капитуляции Германии и прекращении с 9 мая применения оружия. После этой встречи вечером 7 мая Лёр информировал об этом Павелича и передал ему командование хорватскими войсками. Утром 8 мая Павелич созвал в городе Рогашка-Слатина совещание Главного усташского стана, на котором было решено сдаться британским и американским войскам, «чтобы не быть захваченными русскими или войсками Тито». Здесь же функции командования хорватской армией были возложены на генерала Векослава Лубурича. Затем Павелич оставил свой штаб и армию и с небольшой свитой ушёл через Марибор в Австрию.
10 мая в населённом пункте Тополщица Лёр подписал акт капитуляции сил вермахта на Юго-Востоке перед югославскими войсками, однако многочисленные немецкие воинские части, а также подразделения усташей, домобран, домобранцев и четников устремились в британскую зону оккупации в Западную Штирию и Юго-Восточную Каринтию, чтобы избежать югославского плена и сдаться западным союзникам.
12 мая большая часть вооружённых сил НГХ и беженцев, спасавшихся от коммунистов, находилась на дорогах и просёлочных путях от Целе до Дравограда. Здесь же в надежде спастись от партизан пребывали около 10 000 сербских и черногорских четников, которые присоединились к вооружённым силам НГХ и отступали со своими семьями. В то же время немецкие части, в том числе казачьи и остатки двух разбитых смешанных мусульманско-боснийско-фольксдойчерских легионерских дивизий, разоружались югославами либо прорывались в Австрию.
Единственные пути отхода в Австрию пролегали через Дравоград и Поляну. Шесть дивизий югославской 3-й армии успели блокировать старую австрийскую границу, чтобы пресечь уход неприятеля в британскую зону, а части 1-й армии не давали ему возможности отступать. В этой обстановке некоторые командиры усташских частей и домобран пытались договориться о безпрепятственном проходе в Австрию, но успеха не имели. В то же время усташское командование отвергало всякие мысли о капитуляции перед Югославской армией, опасаясь, что с ними поступят так же, как они на протяжении четырёх лет поступали с партизанами и их сторонниками из числа гражданского населения.
Попытку прорыва вооружённых сил НГХ из окружения в Австрию возглавляли ветераны-усташи из Чёрного легиона, дивизии охраны поглавника, усташских охранных бригад, совершившие в течение войны массовые военные преступления над гражданским населением и акты геноцида над сербами, цыганами и евреями, и потому решившие бороться ожесточённо и беспощадно до решающего конца, не щадя своей жизни.
После множества мелких столкновений в различных местах усташи атаковали 12 мая Дравоград с целью создания плацдарма через Драву. Тяжёлый бой длился два дня, на протяжении которых атаки усташей чередовались с контратаками частей 14-й Словенской, 51-й и 36-й Воеводинских дивизий, однако прорыв не удался и югославы сохранили контроль над Дравоградскими мостами.
Понимая, что Дравоградскими мостами усташам не овладеть, а кольцо окружения опасно сужается под натиском наступающих сил югославской 3-й армии, командование оставшихся частей НГХ решило попытаться прорваться через объездные дороги. Усташский генерал Рафаэль Бобан собрал самые боеспособные отряды, совершил с ними ночной обходной манёвр через деревню Котле и около 3 часов утра 14 мая внезапно атаковал штаб и мелкие подразделения 7-й Воеводинской бригады 51-й дивизии в Равне-на-Корошкем, вынудив их отступить. Этим манёвром усташи очистили главную дорогу из района Дравограда на запад, вдоль долины реки Межа и близлежащих дорог.

## Бой при Поляне
Вся масса людей, состоявшая из остатков хорватского войска и беженцев, скопившаяся перед Дравоградом, устремилась по дороге в сторону Равне-на-Корошкем и Превалья. Несмотря на панику и хаос в рядах отступавших, войска были полны решимости окончательно вырваться из партизанского кольца. Боевой авангард армии НГХ легко вытеснил небольшой отряд 7-й Воеводинской бригады из Превалья и рано утром вышел к развязке дорог в селе Поляна.
До старой югославско-австрийской границы отсюда оставалось около 5 км и ещё 5 км до Блайбурга. Командование усташей располагало сведениями, что британские войска уже дислоцированы на старой австрийской границе, но препятствием были югославские части, находившиеся в селе Поляна и вокруг него. Тогда здесь развернулся бой, длившийся весь день до вечера 14 мая, который часто называют последней крупной битвой Второй мировой войны в Европе.

Схема Полянского сражения 14 мая 1945 года

Для югославов в тот день сложилась неблагоприятная ситуация. Накануне, 13 мая, 1-я Словенская ударная бригада «Тоне Томшич» из состава 14-й Словенской дивизии остановила в селе Поляна 104-ю егерскую дивизию вермахта. После нескольких часов безуспешных переговоров последовал недолгий ожесточённый бой, в котором бригада нанесла тяжёлый урон немецкой дивизии и вынудила её капитулировать. Весь вечер и ночь 1-я Словенская бригада разоружала около 10 000 немецких солдат и офицеров и затем сопроводила их в плен в направлении Чрна-на-Корошкем, поэтому в Поляне осталась только небольшая её часть, а также один батальон 6-й Словенской бригады «Славко Шландер» и разбитые подразделения 7-й Воеводинской бригады. Теперь им довелось противостоять ожесточённому натиску частей армии НГХ. В результате жестокого боя, длившегося в селе с 9 утра до 17 часов вечера и в котором обе стороны понесли значительные потери, партизаны были вынуждены отступить. Таким образом дорога на Блайбург была открыта.

## Последующие события
Пока в Поляне длился бой, сильная усташская группировка перешла реку Межу в Равне-на-Корошкем, смяла позиции 6-й и 12-й бригад 51-й Воеводинской дивизии, оттеснила их на левый берег Дравы и взяла под свой контроль район между Межой и Дравой. Тем был обеспечен относительно безопасный проход по дороге в Поляну и Блайбург для большей части армии НГХ и сопровождавших её гражданских лиц. Хотя дорога была перегружена, движение по ней было медленным и с большими задержками, а длина колонны составляла более 40 км, довольно большая группа войск и беженцев пробилась до ночи к австрийско-словенской границе.

На схеме показаны основные маршруты усташских колонн во время прорыва из и долины, и тех, кому удалось прорваться к англичанам 12—15 мая 1945 года

Ранним вечером 14 мая авангард вооружённых сил НГХ был встречен передовым британским танковым соединением 5-го корпуса 8-й армии. Представители усташей были немедленно проинформированы о демаркационной линии, которую им запрещено пересекать. Утром и до полудня 15 мая на Блайбургском поле собрались войска и беженцы численностью предположительно около 30 000 человек. Остальные бесконечной массой растянулись по дороге, вплоть до Дравограда. Партизаны использовали временное затишье для перегруппировки и окружили отступающих плотным кольцом.
Около 15 часов 15 мая делегация вооружённых сил НГХ в составе генералов Херенчича и Серваци, а также полковника Црлена встретилась с представителем штаба британского 5-го корпуса, командиром 38-й (ирландской) пехотной бригады бригадным генералом Патриком Скоттом в старинном замке близ Блайбурга. Генерал Скотт очень холодно принял хорватов, не представился и не протянул им руку. Предложения хорватов о капитуляции перед британской армией, принятии военнослужащих хорватских вооружённых сил в плен, а также предоставлении убежища для гражданских лиц было отвергнуто со ссылкой на указание резидента Штаба союзных войск Гарольда Макмиллана. При этом итог переговоров был предопределён с первых минут встречи, когда генерал Скотт заявил, что хорватские войска по соглашению о перемирии должны были сложить оружие перед партизанскими отрядами восемь дней назад и тем не менее они продолжили сражаться. На ответ Херенчича, что «для НГХ партизаны — это банда», Скотт перебил его и решительно ответил: «Они наши союзники».
Затем генерал Скотт тепло приветствовал прибывших вскоре делегатов-партизан командира 14-й Словенской дивизии Ивана Ковачича-Эфенку и политического комиссара 51-й Воеводинской дивизии Милана Басту и попросил их продиктовать условия капитуляции. Условия были следующие: в течение 1 часа 20 минут вывесить белые флаги и провести организованную капитуляцию всей армии. Эти условия были согласованы между югославами и англичанами утром 14 мая накануне приёма делегации вооружённых сил НГХ. Когда хорваты запросили продления сроков подготовки к капитуляции, генерал Скотт предупредил их, что английские танки находятся в распоряжении партизанских командиров. Перед лицом этой угрозы делегация около 16 часов отправилась к своим войскам, чтобы проинформировать их об условиях капитуляции.

Окружение и капитуляция усташей на Блайбургском поле 15 мая 1945 года

Около 16 часов первые хорватские подразделения сложили оружие. Часть усташей не приняла капитуляцию и покончила жизнь самоубийством. Согласно изложению Иво Голдштайна, при этом разразилась кратковременная перестрелка, в результате чего погибло по разным данным от 16 до 40 человек. Ещё одной части хорватских военнослужащих, в том числе высокопоставленным усташам, удалось бежать через окрестные холмы в Австрию или назад в Хорватию. Историография по теме о капитуляции войск НГХ возле Блайбурга содержит много противоречивых сведений о численности хорватов, ставших жертвами несудебных расстрелов. Вместе с тем достоверные данные о численности и причинах гибели людей на поле возле Блайбурга и в других местах Каринтии отсутствуют. Большая часть военнослужащих вооружённых сил НГХ сдалась на Блайбургском поле партизанам. Остальные были взяты в плен на пространстве между Блайбургом и Целе. После этого их отправили пешим ходом в импровизированные лагеря в Марибор и Техарье около Целе.

## Итог
Успех усташей в Поляне обеспечил войскам НГХ выход к австро-югославской границе, но не привёл к желаемой ими капитуляции перед британской армией. Большинство армии НГХ сдалось Югославской армии 15 мая 1945 года. Так, согласно данным историка Младенко Цолича, в районе Блайбурга 15 мая были пленены около 30 000 усташей, в том числе 12 генералов и четнический комитет национальных войск (сербохорв. Komitet nacionalnih trupa).
В подавляющем большинстве многочисленных публикаций о событиях в Блайбурге утверждается, что большая часть армии НГХ сдалась британцам, а затем те передали хорватов Югославской армии. Вместе с тем по заключению историка Иво Голдштайна — это не соответствует действительности. До 15 мая британские воинские части в Каринтии согласились с капитуляцией нескольких небольших групп войск НГХ и поместили их в лагеря для военнопленных. Решение не принимать капитуляцию большинства вооружённых сил НГХ и оставить эту процедуру Югославской армии было согласовано командованием британского 5-го корпуса со Штабом союзных войск заранее, перед встречей в Блайбурге.
Согласно сведениям историка Арнольда Зуппана, представляются достоверными данные штаба югославской 3-й армии о взятии в плен в период с 8 по 19 мая 1945 года 60 000 усташей и домобран, в том числе дивизии охраны поглавника, а также 10 000 четников.
До конца мая 1945 года английская сторона экстрадировала в Югославию из своих лагерей для военнопленных около 3 000 военнослужащих вооружённых сил НГХ и усташских должностных лиц, включая министров правительства, а также около 20 000 ранее принятых словенских белогвардейцев, черногорских и сербских четников и лётичевцев

## Память
К сороковой годовщине последних сражений и освобождения Югославии в селе Поляна в 1985 году был открыт памятник свободы и мира. Мемориал работы академического скульптора Стояна Батича представляет собой поставленную на бетонную основу разломленную гранату, из которой вылетает стая голубей.

### Комментарии
1. ↑  Для бойцов НОАЮ было принято единое наименование «партизаны», хотя вначале в некоторых местностях Югославии использовалось название «герилац»[7]. Термином «партизаны» в контексте войны в Югославии в 1941—1945 годах обозначаются члены нерегулярных воинских формирований и участники вооружённого движения Сопротивления, руководимого КПЮ — НОАЮ (c 1 марта 1945 года переименована в Югославскую армию)[8].
2. ↑  Историк Иво Голдштайн категорически отрицает массовые убийства хорватов во время капитуляции армии НГХ на Блайбургском поле[13]. Историк Хольм Зундхауссен[нем.] считат спорным вопрос о массовых ликвидациях на месте капитуляции усташей. Исследователь данной темы Штефан Дитрих заключает: «Расстрелы или систематические массовые убийства Югославской армией в Блайбурге и окрестностях не могут быть доказаны»[14][15]. По оценкам Голдштайна, приказ Тито от 14 мая 1945 года о запрете расстрелов пленных в последующие дни после капитуляции усташей в основном выполнялся. По его данным, «за пределами Блайбурга было всего 27 жертв после того, как группа усташей отказалась сложить оружие. Голдштайн отмечает, что Югославская армия находилась в контакте с британскими частями в Каринтии, а военные преступления означали бы потерю репутации и, вероятно, спровоцировали бы протесты со стороны западных союзников»[16][17].